# Euglypta benguetia
Euglypta benguetia är en skalbaggsart som beskrevs av Schultze 1916. Euglypta benguetia ingår i släktet Euglypta och familjen Cetoniidae. Inga underarter finns listade i Catalogue of Life.